# Berta González Frankenberger
Berta González Frankenberger ( -23 de septiembre de 2013) fue una investigadora y bióloga mexicana en el área de las neurociencias. 
Ganadora del Premio L'Oréal-UNESCO a mujeres en la ciencia en 2009. Sus investigaciones principales son sobre el desarrollo del habla y procesamiento de la voz de niños neonatos y el impacto de este procesamiento en el desarrollo del hemisferio izquierdo del cerebro. Además, describió que la especialización del hemisferio izquierdo para desarrollar el lenguaje muestra poca reorganizacón neuronal en la etapa adulta y que en este hemisferio se procesa y adquiere la lengua materna mientras que una segunda lengua se procesa en el hemisferio derecho.

## Ámbito académico
González obtuvo el grado de bióloga por la Facultad de Estudios Superiores Iztacala en el año 2000, con la tesis titulada: Estudio en torno al acoplamiento entre la síntesis y la liberación del ácido gama aminobutírico (GABA) en el cerebro de la rata.
En 2008 recibió el grado de Doctora en Ciencias Biomédicas por el Instituto de Neurobiología de la UNAM con la tesis: Habituación de potenciales evocados visuales en lactantes sanos y en lactantes con leucomalacia periventricular .
Posteriormente en 2009, obtuvo el Premio L'Oréal-UNESCO a mujeres en la ciencia, con el proyecto: Desarrollo del habla y procesamiento de la voz en niños neonatos y prematuros, un proyecto que desarrolló el Centro Médico de la Universidad Sainte-Justine (Montreal, Canadá) y Centro Hospitalario Universitario de Amiens (Francia).
En 2011 se unió a la planta de investigadores del departamento de Neurobiología de la UNAM, donde estuvo desarrollando el proyecto: Tractografía por tensor de difusión en lactantes sanos y lactantes con daño cerebral de 3 a 12 meses de edad.

## Publicaciones
De sus publicaciones destacan las siguientes.
- Habituation of visual evoked potentials in healthy infants and in infants with periventricular leukomalacia (2008).
- Developmental patterns of expressive language hemispheric lateralization in children, adolescents and adults using functional near-infrared spectroscopy. Neuropsychologia (2015).[10]
- Time-frequency-topographic analysis of induced power and synchrony of EEG signals during a Go/No-Go task (2008).